# Club Sport Río Guayas
El Club Sport Río Guayas, más conocido como Río Guayas, fue un equipo de fútbol de efímera existencia que perteneció a la ciudad de Guayaquil jugó sus encuentros en el Estadio Capwell, participaría en el Campeonato de Guayaquil en la cual su primera participación lo ubicaría en el primer puesto logrando así el primer título de la era Profesional. Participó como invitado en la Inauguración del Estadio Olímpico Atahualpa. Debido a que el plantel en su mayoría estaba conformada por jugadores extranjeros, el club no pudo mantener los gastos desapareciendo del escenario deportivo a mediados de 1952.

## Historia
Fundador Presidente Capitán Augusto Humberto Yépez Meggo.

## Desaparición

### Uniforme titular
| 1951 | 1951 |

### Jugadores más notables
- Héctor Sandoval
- Eduardo Spandre
- Valentín Domínguez
- Luis Carrara
- Jorge Caruso
- Basilio Padrón
- Teodolindo Mourin
- Juan de Lucca
- Alcides Aguilera
- Juan Deleva
- Óscar Smori
- Eduardo Icaza
- Jorge Miranda
- Washington Villacreces
- José Guamán Castillo
- Enrique Plaza
- Jorge Espinoza
- Enrique Castro
- Víctor Lindor

## Datos del club
- Temporadas en Campeonato de Guayaquil: 1 (1951)
- Mejor puesto:
  - En Campeonato de Guayaquil: 1°(1951)

### Resumen estadístico
- Última actualización: 21 de febrero de 2019.

| Competición                     | Part | PJ | PG | PE | PP | GF | GC | DG  | PTS | Mejor resultado |
| ------------------------------- | ---- | -- | -- | -- | -- | -- | -- | --- | --- | --------------- |
| Torneos provinciales            |      |    |    |    |    |    |    |     |     |                 |
| Campeonato de Fútbol del Guayas | 1    | 14 | 9  | 5  | 0  | 36 | 21 | +15 | 23  | Campeón         |
| Total                           | 1    | 14 | 9  | 5  | 0  | 36 | 21 | +15 | 23  | 1 títulos       |

## Partidos internacionales
| N° | Fecha                   | Rival                | Resultado | Estadio                    | Ciudad    |
| -- | ----------------------- | -------------------- | --------- | -------------------------- | --------- |
|    |                         |                      |           |                            |           |
|    | 25 de noviembre de 1951 | Cúcuta Deportivo     |           | Estadio Olímpico Atahualpa | Quito     |
|    | 12 de diciembre de 1951 | Universidad Católica | 1-0 (1:0) | Estadio George Capwell     | Guayaquil |
|    | 6 de febrero de 1952    | América de Cali      | 0-0       | Estadio George Capwell     | Guayaquil |
|    | 13 de febrero de 1952   | Santa Fe             | 1-1 (0:0) | Estadio George Capwell     | Guayaquil |
|    | 20 de febrero de 1952   | Santa Fe             | 1-1 (1:1) | Estadio George Capwell     | Guayaquil |
|    | 29 de marzo de 1952     | Deportivo Cali       | 5-6 (4:4) | Estadio George Capwell     | Guayaquil |

| Fecha                   | Rival                       | Resultado | Ciudad    |
| ----------------------- | --------------------------- | --------- | --------- |
| 19 de diciembre de 1951 | Independiente de Avellaneda | 3:1       | Guayaquil |
| 1952                    | Universidad Católica        | 1:0       | Guayaquil |
| 8 de abril de 1952      | América de Cali             | 1:1       | Guayaquil |

## Palmarés

### Torneos locales
- Campeonato de Guayaquil (1): 1951.

- Datos: Q22082709